# شورلت اس-۱۰ ای‌وی
شورلت اس-۱۰ ای‌وی (به انگلیسی: Chevrolet S-10 EV) خودرویی است که در سال‌های ۱۹۹۷ تا ۱۹۹۸تولید شده‌است.
طراحی آن موتور جلو-محور جلو بوده‌است. 